# Crítias
Crítias (em grego:  Κριτίας; 460 a.C. – 403 a.C.) foi um filósofo nascido em Atenas, tio de Platão e um dos membros do grupo de Trinta Tiranos que governaram a cidade, dos quais era um dos mais violentos. Foi filho de Dropidas I e irmão de Dropidas II e discípulo de Sócrates, fato que não ajudava Sócrates a ter uma imagem melhor junto ao público. Foi assassinado pelos democratas.

## Tirania
Quando Lisandro impôs à Atenas derrotada na Guerra do Peloponeso que escolhesse trinta atenienses para governar a cidade, Terâmenes se opôs, alegando que o acordo de rendição garantia a Atenas a forma de governo do seu país mas Lisandro contra-argumentou que Atenas já havia rompido o tratado, ao demorar em derrubar as muralhas. Com isso, Atenas escolheu os trinta, e Terâmenes foi um deles.
Porém, quando os trinta começaram a prender os atenienses ricos acusando-os de revolucionários, para eles serem executados e seus bens confiscados, Terâmenes se opôs, e foi convocado um conselho dos Trinta. Neste conselho, Crítias fez um discurso acusando Terâmenes de trair o governo em que ele foi voluntário, mas Terâmenes conseguiu se defender. Então Crítias enviou um bando de soldados ameaçar Terâmenes, que fugiu para o altar de Héstia como suplicante, segundo suas próprias palavras, não para salvar sua vida, mas para que os seus assassinos se envolvam em um ato de impiedade contra os deuses. Quando Terâmenes foi morto, os atenienses viram que estavam a perigo com a Tirania dos Trinta.

## Em Platão
Crítias aparece como personagem de alguns diálogos de Platão. Foi uma figura obscura na história de Atenas. Uma única passagem , fragmento de uma tragédia de Eurípides, foi o suficiente para sua glória; nesta passagem ele expõe como Deus é a invenção de um sofista, hábil legislador.
É assim, eu o creio, que alguém, o primeiro,
Persuadiu os mortais de formar o pensamento
De que existem deuses.
(Crítias, B xxv, op. cit., p. 1145-1146)